# Los Horcones, Oaxaca
Los Horcones är en ort i Mexiko.   Den ligger i kommunen Candelaria Loxicha och delstaten Oaxaca, i den sydöstra delen av landet, 500 km sydost om huvudstaden Mexico City. Los Horcones ligger 218 meter över havet och antalet invånare är 748.
Terrängen runt Los Horcones är huvudsakligen kuperad, men åt sydost är den platt. Runt Los Horcones är det ganska glesbefolkat, med 48 invånare per kvadratkilometer. Närmaste större samhälle är San Pedro Pochutla, 15,5 km sydost om Los Horcones. I omgivningarna runt Los Horcones växer huvudsakligen savannskog.